# نيشان بوركارت
نيشان بوركارت (بالإنجليزية: Nishan Burkart) هو لاعب كرة قدم سويسري وبريطاني، ولد في 31 يناير 2000 في أراو في سويسرا.

## وصلات خارجية
- نيشان بوركارت على موقع الاتحاد الأوربي (الإنجليزية)
- نيشان بوركارت على موقع قاعدة بيانات كرة القدم.إي يو (الإنجليزية)
- نيشان بوركارت على موقع بيانات كرة القدم. دي إي (الألمانية)
- نيشان بوركارت على موقع Soccerbase.com (لاعب) (الإنجليزية)
- نيشان بوركارت على موقع Soccerway.com (الإنجليزية)
- نيشان بوركارت على موقع عالم كرة القدم.نت (الإنجليزية)